# 彼得·奥托松
彼得·奥托松（瑞典語：Peter Ottosson，1965年9月4日—），瑞典男子冰球运动员，场上位置是前锋。他曾代表瑞典国家队参加1992年冬季奥林匹克运动会冰球比赛，获得第5名。